# Georg Andreas Ruperti
Georg Andreas Ruperti (* 14. März 1670 in Bartolfelde; † 4. August 1731 in Chiswick) war ein deutsch-britischer Theologe.

## Leben
Georg Andreas Ruperti war der Sohn von Andreas Ruperti, der 1665 bis 1688 Pastor in Bartolfelde war. Georg Andreas wurde 1693 an der Universität Jena immatrikuliert. Zwischen 1698 und 1700 legte er das 540 Seiten umfassende Herbarium Ruperti an, das rund 1300 getrocknete Pflanzen der Flora in Norddeutschland beinhaltet. 2019 kam das dreibändige Werk aus britischem Privatbesitz durch Ankauf in die Herzog August Bibliothek in Wolfenbüttel, wo es seit 2024 Gegenstand eines wissenschaftlichen Forschungsprojektes ist. Anfang des 18. Jahrhunderts wanderte Ruperti nach England aus, wo er 1706 in London Pfarrer der deutschen lutherischen Gemeinde in der Savoy Chapel wurde. Ab 1710 war er gleichzeitig Hofprediger an der lutherischen Hofkapelle im St James’s Palace, in dem zu seiner Zeit zunächst Prinz Georg von Dänemark und später König Georg I. wohnte. Beide Funktionen übte Ruperti bis zu seinem Tod aus. 1707 gründete Ruperti in London eine Schule für arme Kinder. 1709 war er Mitverfasser einer historisch bedeutsamen Liste mit Namen von Flüchtlingen aus der Pfalz und benachbarten französisch besetzten Gebieten, die nach England gekommen waren. 1710 wurde er in England eingebürgert. 1731 verstarb er in seinem Landhaus in Chiswick. Er hinterließ zwei Töchter aus erster Ehe und zwei Söhne. 1749 verkaufte die Witwe von Ruperti das 1717 erworbene Ziegelsteinhaus ihres verstorbenen Mannes in Chiswick an den bekannten Maler William Hogarth. Darin befindet sich heute ein Museum für Hogarth.

## Werke
- Herbarium Ruperti, 1698–1700
- mit Johannes Tribbechow: Lists of Germans from the Palatinate Who Came to England in 1709 in: New York Genealogical & Biographical Record 40, 1909
- Die Bitte Salomonis um Befoderung des Reichs Messiä, Als Der Allerdurchlauchtigste, Großmachtigste König und Herr, Georgius, König von Groß=Britannien, Franckreich und Irland, Beschützer des Glaubens, etc. Seinen solennen Einzug in London hielte, Am XVIII Sontag nach Trinitatis 1714. In der Schloß Kapelle. Aus Ps. LXXII. I, 2 vorgetragen von Georg Andreas Ruperti, Hoffpredigern an benandter Capelle, und Pastore an der Evangelischen Kirchen in der Savoy. London: Downing, 1714[4]